# Otto Marling Lund
Sir Otto Marling Lund, britanski general, * 1891, † 1956.